# Ivan Basso
Pour les articles homonymes, voir Basso.
Ivan Basso est un coureur cycliste italien né le 26 novembre 1977 à Gallarate et professionnel de 1998 à 2015. Considéré comme l'un des meilleurs coureurs de courses par étapes des années 2000, il a notamment remporté les Tours d'Italie 2006 et 2010 et terminé deux fois sur le podium des Tours de France 2004 (troisième) et 2005 (deuxième). En 2007, Basso est suspendu deux ans pour dopage. Sa suspension prend fin le 24 octobre 2008.
Après sa fin de carrière de coureur en 2016 , il devient directeur sportif de l'équipe Tinkoff, puis de l'équipe Trek-Segafredo en 2017. Depuis 2018, il est manager de l'équipe Kometa, qui fait partie de la fondation créée par Alberto Contador.

## Biographie
Ivan Basso naît à Gallarate, dans la province de Varèse en Lombardie. Il y grandit avec ses parents, fans de cyclisme, et avec pour voisin le coureur Claudio Chiappucci.

### Débuts prometteurs chez Riso Scotti (1998-2000)
Vice-champion du monde juniors en 1995, son premier titre majeur est celui de champion du monde espoirs obtenu en 1998 à Valkenburg, sur les routes de l'Amstel Gold Race. Il l'emporte en solitaire devant ses compatriotes Rinaldo Nocentini et Danilo Di Luca dans une course dominée par les italiens. Ses principaux rivaux à l'époque sont les Italiens Giuliano Figueras, champion du monde espoirs deux ans plus tôt, et Danilo Di Luca. Ce dernier, troisième en 1998, prétend avoir été en mesure de remporter le championnat du monde espoirs si la tactique de l'équipe ne l'en avait pas empêché.
La même année, Ivan Basso passe professionnel en septembre  sous les couleurs de l'équipe italienne Asics-CGA de Davide Boifava. Cette formation fusionne en 1999 avec l'équipe Riso Scotti et conserve le nom de cette dernière. Ivan Basso participe avec elle à son premier Tour d'Italie. Il abandonne dès la huitième étape, mais a cependant déjà l'ambition de gagner cette épreuve à l'avenir. Sa fin de saison est plus prometteuse avec deux podium sur le Trofeo Matteotti et le Tour du Frioul.
En 2000, alors que son équipe a pris le nom d'Amica Chips-Tacconi Sport, il participe à son second Giro, qu'il termine cette fois à la 52e place. En août, il acquiert sa première victoire professionnelle durant le Regio-Tour, remportant la première étape ainsi qu'un court contre-la-montre individuel deux jours plus tard. Il prend la deuxième place du classement final de cette épreuve derrière son coéquipier Filippo Simeoni.

### Confirmation à la Fassa Bortolo (2001-2003)
Puis il est séduit par la formation de Giancarlo Ferretti, la Fassa Bortolo, où il signe pour la saison 2001. Ivan Basso commence son année en dominant l'étape se terminant au sommet du Mont Faron lors du Tour méditerranéen devant Davide Rebellin mais chute dans la 4e étape. Il se fracture la clavicule et doit abandonner la course alors qu'il porte le maillot de leader. Il effectue son retour lors de la Flèche wallonne. Échappé, il est le dernier à être repris par le vainqueur, le Belge Rik Verbrugghe et termine juste derrière lui.En juin, de retour en forme, il participe à la Bicyclette basque où il gagne une étape devant Joseba Beloki. Il court également le Tour d'Autriche où il remporte également une étape. Il est alors sélectionné par la Fassa Bortolo pour son premier Tour de France. À l'attaque lors de la 8e étape avec Laurent Jalabert notamment, il chute dans une descente humide et se casse la clavicule pour la seconde fois de la saison. Il termine l'étape 5e mais est contraint à l'abandon. Pour sa première saison au sein de l'équipe italienne de Giancarlo Ferretti, il marque les esprits grâce à ses trois victoires acquises lors d'arrivées montagneuses. Il termine pour la première fois dans les cent premiers du classement UCI (97e).
Il commence sa saison 2002 en participant au Tour de la Communauté valencienne. Il aide son coéquipier Alessandro Petacchi à remporter trois étapes et il finit 2e du classement général derrière Alex Zülle. Après sa bonne saison 2001, il acquiert un nouveau statut, il est notamment considéré comme l'un des favoris de la Course au soleil, Paris-Nice. Il court ensuite la reine des classiques, Liège-Bastogne-Liège qu'il termine troisième derrière les italiens de la Mapei-Quick Step, Paolo Bettini et Stefano Garzelli. Après ce bon début de saison, il participe pour la seconde fois au Tour de France. Pour la première fois de sa carrière, il est en mesure de jouer un classement général sur un grand tour et termine 11e du général ainsi que le maillot blanc du meilleur jeune après avoir été à l'attaque dans l'étape de la Mongie. Il termine sa saison par une seconde place au Tour d'Émilie derrière son coéquipier Michele Bartoli, une 9e au Championnat de Zurich, et une 15e place au Tour de Lombardie après un travail pour Michele Bartoli.

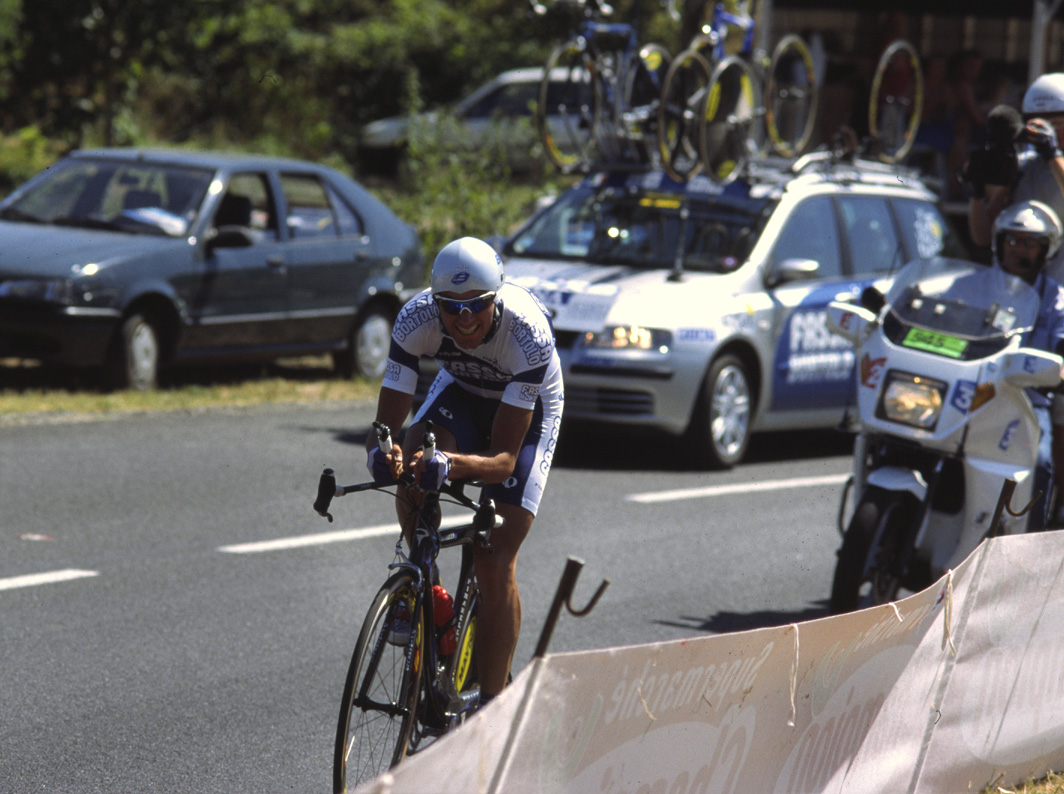
Tour 2003 : Basso durant l'étape 12 (CLM)

En 2003, Basso apparaît comme le nouveau leader italien sur les courses par étapes[réf. nécessaire]. Mais son manque de victoires en 2002 et l'évolution de Alessandro Petacchi qui devient l'un des leaders du sprint mondial l'empêche d'avoir les pleins pouvoirs sur des courses tel que le Tour de France[réf. nécessaire]. Sa saison commence doucement avec une 10e place sur la classique printanière Liège-Bastogne-Liège et une 5e sur le Tour de Catalogne. Lors du Tour de France, les succès de son coéquipier Alessandro Petacchi lui permettent de vivre la première partie dans l'ombre. Malheureusement un virus décime l'équipe Fassa Bortolo (dont Petacchi) et seuls Dario Cioni et Marzio Bruseghin sont là pour l'aider en montagne. Il termine 7e au classement général sans avoir spécialement pesé sur la course. Après le Tour de France, il termine second de la Classique de Saint-Sébastien, battu au sprint par Paolo Bettini après l'avoir rattrapé dans la dernière bosse de la course, l'Alto de Gurutze. En septembre 2003, il signe dans l'équipe danoise CSC de Bjarne Riis, son attentisme en course étant décrié par rapport à ses débuts professionnels où ses attaques franches lui permirent de gagner plus souvent[réf. nécessaire].

### Leader de l'équipe CSC (2004-2006)

#### 2004: premier podium sur le Tour de France

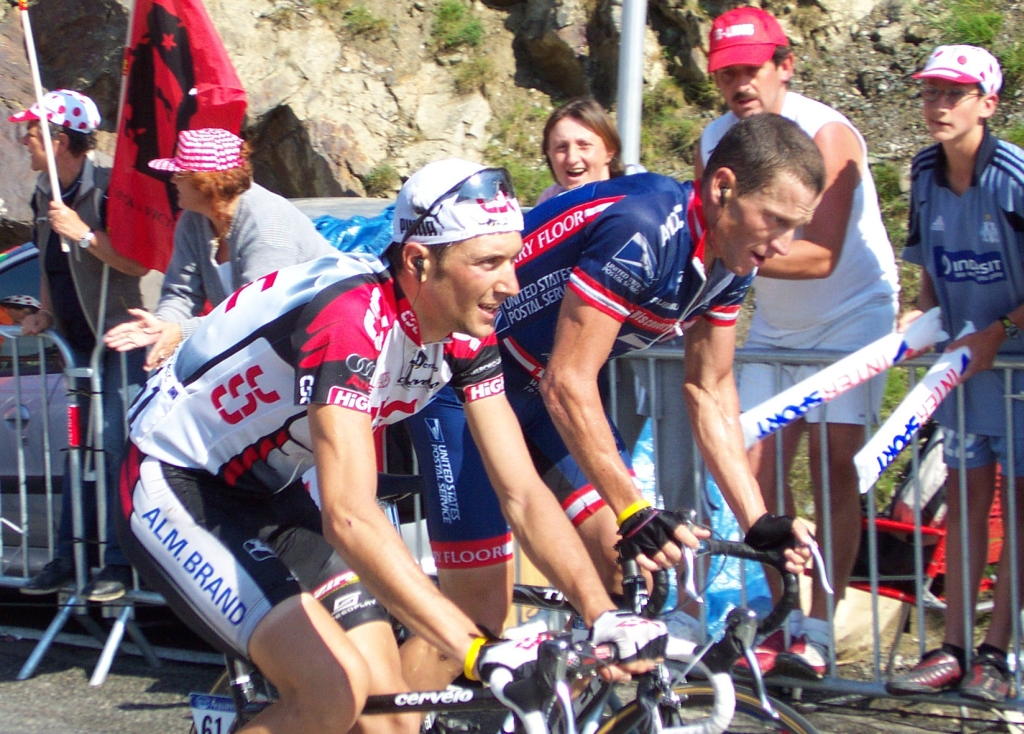
Avec Lance Armstrong lors de la du Tour de France 2004

En 2004, c'est avec de grandes ambitions qu'il rejoint l'effectif de Bjarne Riis au CSC après le départ de l'américain Tyler Hamilton chez Phonak malgré des tentatives d'approches de l'équipe de Lance Armstrong, l'US Postal Service-Berry Floor future Discovery Channel. Ses énormes qualités de grimpeur et ses grands progrès en contre-la-montre en font l'un des meilleurs coureurs de courses par étapes[réf. nécessaire]. Il commence sa saison avec une 2e place au Tour méditerranéen derrière son coéquipier Jörg Jaksche avant de finir 11e de Paris-Nice où son équipe place 4 coureurs dans les 10 premiers, 8e de la classique belge Liège-Bastogne-Liège avant de terminer sa première partie de saison en finissant 7e du Tour de Romandie. Il participe ensuite au Critérium du Dauphiné libéré en finissant notamment 2e de la 6e étape derrière le grimpeur danois Michael Rasmussen et se classe 4e du championnat d'Italie contre-la-montre. Il prend part ensuite au Tour de France où il remporte la victoire d'étape à La Mongie au terme de la 12e étape. Il est le seul à pouvoir suivre le sextuple vainqueur Lance Armstrong dans toutes les étapes de montagne. Il termine 3e du classement général derrière celui-ci et l'Allemand Andreas Klöden après avoir perdu la deuxième place lors de l'ultime contre-la-montre au profit du coureur de l'équipe T-Mobile. Après ce Tour de France, il finit 6e de la Classique de Saint-Sébastien et termine sa saison avec une victoire au Tour d'Émilie et une 3e place au sprint au Tour de Lombardie derrière Damiano Cunego et Michael Boogerd. Il est classé 11e du Classement UCI, son meilleur classement avant la mise en place du ProTour et 11e de la dernière édition de la Coupe du monde.

#### 2005: deuxième podium sur le Tour de France
En 2005, il prévoit de doubler Tour d'Italie-Tour de France dans l'optique de gagner les deux grands tours, exploit qui n'a plus été réalisé depuis Marco Pantani en 1998. Malheureusement sa mère décède d'un cancer durant le mois de janvier. Il participe en début de saison au Critérium international qu'il finit 4e mais reste discret avant le départ du Tour d'Italie. Il se présente au départ de Reggio de Calabre avec le statut de favori. Après un début de tour bien à l'abri dans le peloton, il termine 2e de la 8e étape contre-la-montre derrière son coéquipier David Zabriskie et de la 11e derrière Paolo Savoldelli. Il prend à cette occasion le maillot rose de leader. Mais Ivan Basso est malheureusement pour lui victime de problème gastriques durant les 13e et 14e étapes et perd toute chance de victoire finale au classement général. Une fois remis de ses problèmes de santé, il gagne la 17e étape en solitaire et la 18e contre-la-montre. Il se classe finalement 27e. Deux mois plus tard, il se présente au départ de Challans en Vendée comme l'un des principaux outsiders contre Lance Armstrong. Après avoir été le seul favori à pouvoir suivre ce dernier dans les Pyrénées comme l'année précédente, il termine deuxième du classement final. Il gagne ensuite le Tour Danemark en remportant au passage les 1re, 2e, 3e et 5e étapes. Il se classe 24e de la première édition du ProTour.

#### 2006: premier Tour d'Italie

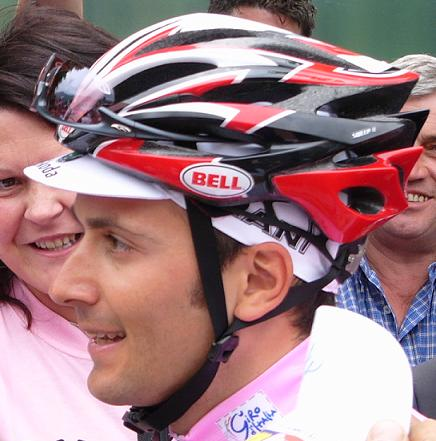
Au Tour d'Italie 2006.

En 2006, Basso veut essayer de réaliser le doublé Tour d'Italie et Tour de France une nouvelle fois. Il commence bien sa saison avec une sixième place sur Tirreno Adriatico, puis une victoire au classement général du Critérium international avec au passage la victoire dans la seconde étape, remportant ainsi le 3e succès de l'équipe CSC en 3 ans. Il participe également au circuit de la Sarthe où il remporte le contre la montre individuel et termine 4e du général. Il se présente ensuite au départ du Tour d'Italie à Seraing en Belgique en favori avec les italiens Gilberto Simoni et Damiano Cunego. Il commence son Giro par une 13e place au prologue à 23 secondes de Paolo Savoldelli mais devant la plupart des autres leaders. Il passe bien la seconde étape mais perd du temps sur le vainqueur en titre lors de la 3e étape. La 6e étape voit le retour en Italie de la course avec un contre-la-montre par équipes. Son l'équipe, la formation CSC, est favorite de ce chrono avec des rouleurs comme Bobby Julich et Jens Voigt. Ils remportent ce chrono et placent Basso en 5e position au classement général à 20 secondes du nouveau leader, Serhiy Honchar. Il gagne ensuite la 8e étape à Maielletta en solitaire et prend le maillot rose de leader avec déjà plus de 1 minute 30 secondes d'avance sur José Enrique Gutiérrez. Après sa 2e place du chrono individuel derrière Jan Ullrich, il le repousse à plus de 2 minutes 30. Il remporte également les 15e et 19e étapes, en créant de gros écart avec ses concurrents. Après avoir dominé le Giro , en remportant notamment 4 étapes et en finissant les trois semaines avec plus de neuf minutes d'avance sur son dauphin, l'Espagnol José Enrique Gutiérrez. Il se présente en juillet au départ du Tour en tant que grand favori aux côtés de l'Allemand Jan Ullrich. Il ne prend cependant pas le départ, écarté par la direction du Tour de France à la suite de l'éclatement de l'Affaire Puerto.

### Basso et l'affaire Puerto
L'affaire Puerto débute en mai 2006 à la suite de l'arrestation par la garde civile espagnole de plusieurs personnes dans le cadre d'une affaire de dopage dans le cyclisme. Parmi ces personnes, on retrouve le docteur Eufemiano Fuentes et Manolo Saiz, le directeur sportif de l'équipe Liberty Seguros-Würth. À la suite de cette arrestation, une liste d'une cinquantaine de coureurs dont fait partie Basso est transmise à l'UCI. À la veille du départ du Tour de France 2006 de Strasbourg, il est exclu de la Grande Boucle par la direction de course pour son implication supposée dans l'affaire.
Provisoirement passé au travers de l'affaire Puerto, il signe en novembre 2006, pour deux ans à la Discovery Channel de Johan Bruyneel. Mais en avril 2007, à la suite de l'annonce par le Comité national olympique italien que son procureur antidopage veut l'entendre dans le cadre des suites de l'affaire Puerto, il se voit suspendu à titre provisoire par la Discovery Channel. Le 30 avril 2007, il met un terme à son contrat avec cette dernière.
Le 7 mai 2007, il avoue son implication dans l'affaire Puerto et annonce qu'il veut collaborer avec les enquêteurs. Il revient le lendemain sur ses propos et dément s'être dopé. Ivan Basso affirme "n'avoir jamais pris de substances dopantes ni jamais fait d'auto-transfusions". Le vainqueur du Giro 2006 avoue avoir eu l'intention de se doper mais prétend ne l'avoir jamais fait.
Le 10 mai, la justice italienne ouvre une enquête pour dopage contre lui, à la suite de son implication dans cette affaire. Basso est accusé d'usage de substance ou de méthode dopante. À la suite de ces accusations, la justice italienne rend son verdict : deux ans de suspension pour le coureur italien. Il est donc suspendu jusqu'au 24 octobre 2008.

### Le retour chez Liquigas puis Cannondale (fin 2008-2014)
En avril 2008, il signe un contrat de deux ans à compter de 2009 avec l'équipe Liquigas. Il effectue son retour à la compétition à l'occasion de la Japan Cup le 26 octobre, où il prend la troisième place derrière Damiano Cunego et Giovanni Visconti.

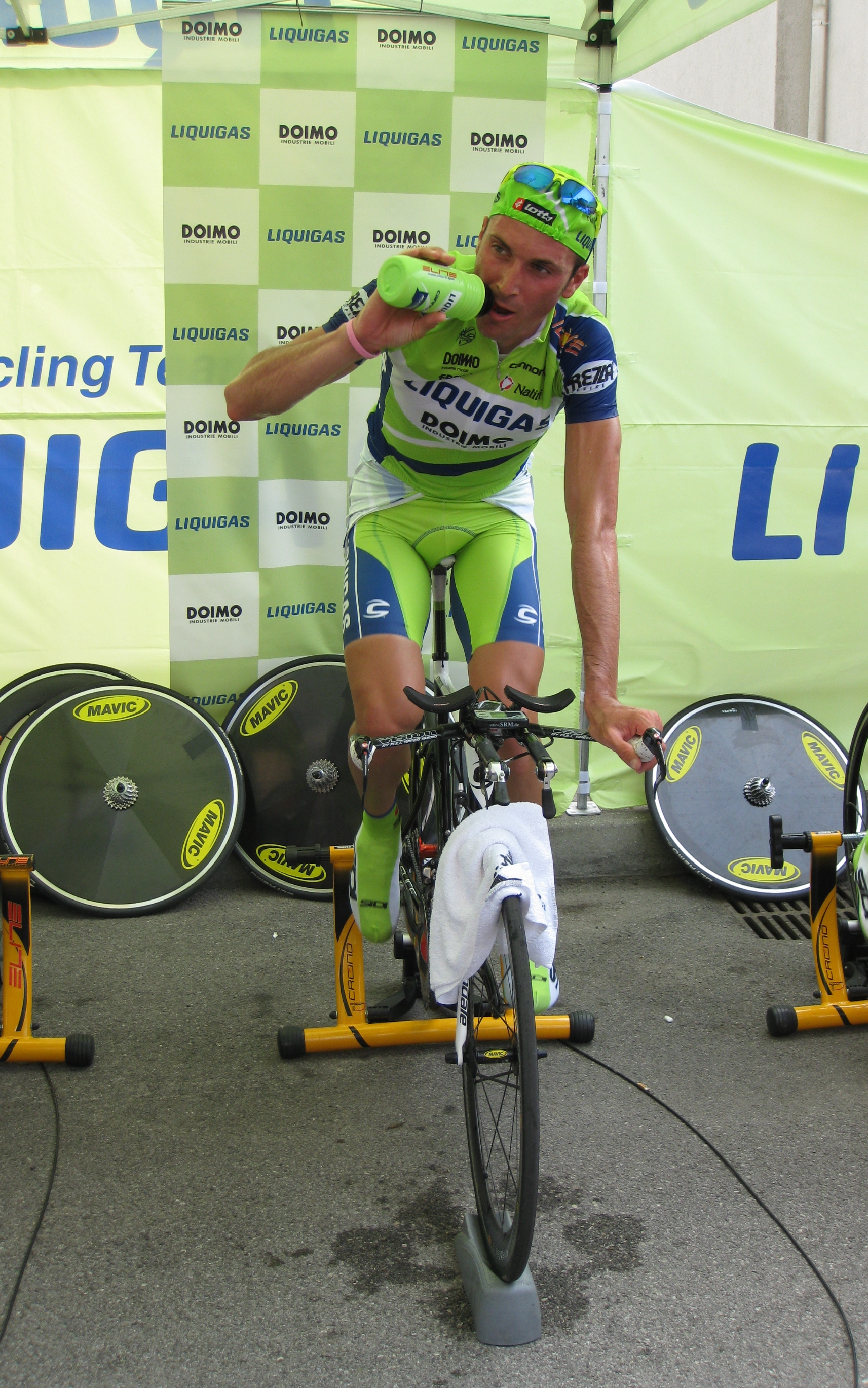
A l'entraînement avant le prologue à Venise sur le Tour d'Italie 2009.

Après ce rapide retour à la compétition en fin d'année 2008, c'est en 2009 qu'Ivan Basso fait son grand retour en compétition. Il annonce sa participation au Tour d'Italie et au Tour d'Espagne mais pas sur le Tour de France. Il commence sa saison au Tour de San Luis en Argentine qu'il termine cinquième. Basso participe ensuite à plusieurs courses en Europe dont Tirreno-Adriatico (5e finalement). Après ces bonnes performances du début d'année, il signe en avril sa première victoire depuis le Giro 2006 en remportant le Tour du Trentin, sa dernière course de préparation avant le Giro, son objectif majeur de l'année. Sur ce Giro du centenaire, il tente plusieurs fois d'attaquer le Russe Denis Menchov et l'Italien Danilo Di Luca mais sans succès et termine à la 5e place. Il est finalement classé troisième après les disqualifications pour dopage de Danilo Di Luca et Franco Pellizotti. En fin de saison, il se classe 4e du Tour d'Espagne, à 2 minutes et 12 secondes du vainqueur l'Espagnol Alejandro Valverde, laissant échapper la troisième marche du podium lors de l'ultime contre-la-montre à Tolède, au profit de l'Australien Cadel Evans. Il termine sa saison du retour par une 13e lors de la dernière classique de la saison, le Tour de Lombardie.

#### 2010: le deuxième Tour d'Italie
Ivan Basso commence sa saison 2010 au Gran Premio dell'Insubria et au Grand Prix de Lugano, les 27 et 28 février. Il participe ensuite au Tour de Catalogne. Le Tour du Trentin, remporté par le Kazakh Alexandre Vinokourov illustre la montée en régime de l'italien avec une cinquième place. Le Tour de Romandie est la dernière course de sa préparation pour le Giro.
Il commence le Tour d'Italie avec une 37e place lors du prologue à Amsterdam aux Pays-Bas. Les deux étapes dans les polders néerlandais font pas mal de dégâts parmi les favoris mais Ivan Basso arrive à tirer sont épingle du jeu en ne perdant pas de temps sur la tête de la course. Lors de la 4e étape, un contre-la-montre par équipe entre Savillan et Coni, l'équipe Liquigas-Doimo de Basso gagne l'étape et place trois de ses coureurs aux trois premières places avec Vincenzo Nibali en rose et Ivan Basso deuxième. Après deux étapes plutôt calmes, la 7e étape entre Carrare et Montalcino marque la première vraie bataille entre les favoris. Basso chute avec ses coéquipiers Vincenzo Nibali et Valerio Agnoli. Il n'arrivent pas a rentrer sur le groupe de tête où se trouve notamment Cadel Evans et Alexandre Vinokourov. Il finit avec 2 minutes 5 secondes de retard sur Cadel Evans vainqueur de l'étape et se retrouve 8e du classement général à 1 minute 51 secondes d'Alexandre Vinokourov nouveau maillot rose. Il finit la 8e étape avec les principaux favoris et se replace en 4e position. La 11e étape est l'un des grands tournants du Giro. Sous une pluie battante, une cinquantaine de coureurs s'échappe et prend jusqu'à 17 minutes 50 secondes d'avance. La poursuite ne peut s'engager correctement derrière vu le nombre important d'échappées et le peloton termine l'étape avec près de 13 minutes de retard sur le vainqueur Evgueni Petrov. Basso se retrouve 15e à près de 12 minutes du nouveau leader, l'Australien Richie Porte. Il doit alors entreprendre une remontée au classement général. Lors de la 14e étape, il termine second derrière son coéquipier Nibali et commence à reprendre du temps sur les premiers du classement général. L'étape suivante se termine au sommet du Monte Zoncolan, considéré comme l'un des cols les plus durs d'Europe. Basso accélère lors de la montée finale avec Michele Scarponi, Cadel Evans et Marco Pinotti. Il finit par lâcher un à un ses adversaires et gagne l'étape avec 1 minute et 19 secondes sur l'Australien. Après cette victoire, il remonte à la troisième place du classement. il continue à reprendre du temps sur le maillot rose David Arroyo lors de la 16e étape, un contre-la-montre sur les pentes du Plan de Corones, et reprend le maillot rose à l'issue de la 19e étape qu'il a laissé à Michele Scarponi pour le remercier de la collaboration à la fin de l'étape. La 20e étape gagnée par le Suisse Johann Tschopp permet à Basso de gérer son avance et même de reprendre du temps sur ces principaux adversaires.Il remporte donc son deuxième Tour d'Italie au terme de la 21e étape avec 1 minute 51 secondes d'avance sur David Arroyo et 2 minutes 37 secondes sur son coéquipier Vincenzo Nibali.

#### 2011: retour sur le Tour de France
Fin novembre 2010, il annonce qu'il participera au Tour de France dans l'optique de le gagner. Mais, il n'ira pas défendre son titre au Tour d'Italie 2011 ; son coéquipier Vincenzo Nibali aura les mains libres après sa victoire dans la Vuelta 2010.
Il commence sa saison au Tour de San Luis en Argentine mi-janvier. Sa saison européenne débute en Italie au Trofeo Laigueglia. Il remporte fin février sa première victoire de la saison sur le Grand Prix de Lugano en Suisse puis participe à Tirreno-Adriatico qu'il finit à la 4e place alors qu'il était troisième du classement général avant la dernière étape contre-la-montre. Basso prend part ensuite au Tour de Catalogne en Espagne où il prend la 6e place du classement final après avoir présent lors de l'étape reine à Vallnord en Andorre,. Il participe ensuite aux classiques ardennaises la Flèche wallonne et Liège-Bastogne-Liège mais il n'y joue aucun rôle majeur. Le 17 mai, Ivan Basso chute lourdement à l'entraînement lors d'un stage en altitude. Il est transporté à l'hôpital pour se faire poser quinze points de suture au visage. En juillet, il termine septième du Tour de France,. Il remporte quelques mois plus tard le Tour de Padanie. Lors du Tour de Lombardie, il prend la 4e place, à quelques secondes du vainqueur Oliver Zaugg.

#### 2012: échec au Tour d'Italie
Son principal objectif en 2012, est de reconquérir le Tour d'Italie, qu'il a gagné pour la dernière fois en 2010. Mais il terminera seulement cinquième du classement général, après s'être écroulé lors de l'étape de l'Alpe Di Pampeago et du Stelvio, en ayant longtemps eu la première place à portée de tir.
Il se présente en juillet au départ du Tour de France, cette fois-ci pour aider Vincenzo Nibali.

#### 2013: forfait au Tour d'Italie, abandon au Tour d'Espagne
Basso, comme en 2012 a comme objectif le Tour d'Italie. En début de saison, il participe à Paris-Nice, termine quatrième de la Semaine internationale Coppi et Bartali, dix-neuvième du Tour du Trentin avant d'être non-partant de la dernière étape du Tour de Romandie. Atteint d'un kyste au périnée, Basso déclare forfait au Giro à deux jours du départ du grand tour italien. Il fait son retour au championnat d'Italie sur route et annonce alors se focaliser sur le Tour d'Espagne,.
En août, Basso est tout d'abord huitième du Tour de Pologne puis dixième du Tour de Burgos avant de réaliser un stage d'entraînement en Italie puis de participer à la Vuelta. Sur le Tour d'Espagne, Basso est cinquième de la huitième étape puis quatrième de la dixième étape, au terme de laquelle il devient septième du classement général à deux minutes 20 secondes de Christopher Horner, le maillot rouge. Lors de la quatorzième étape marquée par l'apparition de la pluie et une chute de la température, Basso est victime d'une hypothermie et doit abandonner.

#### 2014
Comme chaque année, Basso axe sa saison sur le Tour d'Italie. Il débute à Tirreno-Adriatico, où il finit loin d'Alberto Contador. Ensuite, il prend part au Tour de Catalogne. Vient alors sa préparation pour le Giro avec le Tour du Trentin et le Tour de Romandie. Il finit encore loin des premiers lors de Tour du Trentin et du Tour de Romandie. Il part au Giro sans certitudes concernant sa forme.
Lors du contre-la-montre par équipes inaugural, son équipe, la Cannondale, finit septième à 53 secondes des vainqueurs OricaGreenEdge. Ses principaux concurrents (Quintana et Rodriguez), sont repoussés à plusieurs secondes.

### Équipier de Contador chez Tinkoff-Saxo et fin de carrière (2015)

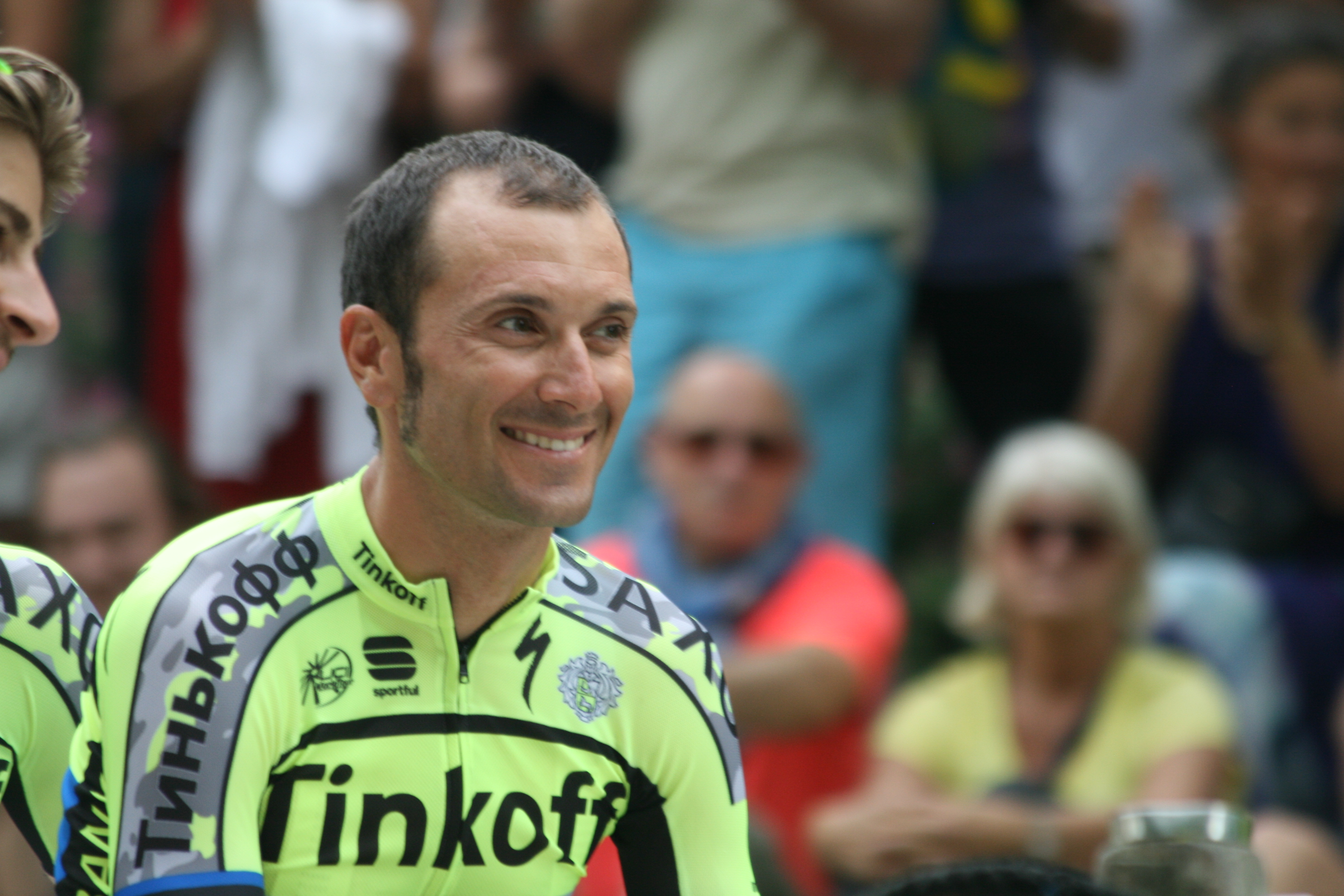
Au départ du Tour de France 2015.

En 2015, Ivan Basso rejoint l'équipe Tinkoff-Saxo, qui l'engage pour deux ans. Il y devient un équipier d'Alberto Contador, dont l'ambition en 2015 est de réaliser le doublé Giro-Tour. Basso est à ses côtés au Tour d'Andalousie, sa première course avec Tinkoff-Saxo, puis lors de Tirreno-Adriatico, au Tour de Catalogne. En mai, il l'aide à remporter le Tour d'Italie. Il est également son équipier pour sa victoire sur la Route du Sud en juin.
Début juillet, il prend le départ du Tour de France, à Utrecht aux Pays-Bas. Le 13 juillet 2015, lors de la première journée de repos, il annonce qu'il souffre d'un cancer des testicules et abandonne la course. Il explique avoir ressenti une douleur depuis le début de l'épreuve. Des examens lors de la journée de repos à Pau ont révélé une tumeur à un testicule. Durant la conférence de presse, son leader au sein de l'équipe Saxo Tinkoff, Alberto Contador, se dit très attristé,. Après une intervention chirurgicale et d'autres examens médicaux, son équipe annonce en septembre qu'il peut reprendre sa carrière. Basso déclare cependant en octobre 2015 sa retraite sportive.

### Reconversion
Ivan Basso arrête sa carrière en fin de saison 2015 mais ne quitte pas pour autant l'équipe Tinkoff-Saxo. À partir de 2016, il devient effectivement  « coordinateur technique » de cette formation où il est chargé de s'occuper des relations entre les coureurs et l'encadrement technique.

## Revenus
Il est bénéficiaire d'un système d'évasion fiscale permettant à des coureurs d'optimiser leurs revenus grâce à des sociétés basées dans des paradis fiscaux.

## Palmarès et résultats

### Palmarès professionnel
| - 1999 - 2e du Tour du Frioul - 2e du Trophée Matteotti - 6e de la HEW Cyclassics - 2000 - 1re et 3eb (contre-la-montre) étapes du Regio-Tour - 2e du Regio-Tour - 2001 - 1re étape du Tour méditerranéen - 5e étape de la Bicyclette basque - 5e étape du Tour d'Autriche - 2e de la Flèche wallonne - 2002 - Classement du meilleur jeune du Tour de France - 2e du Tour de la Communauté valencienne - 2e du Tour d'Émilie - 3e de Liège-Bastogne-Liège - 9e du Championnat de Zurich - 2003 - 2e de la Classique de Saint-Sébastien - 5e du Tour de Catalogne - 7e du Tour de France - 10e de Liège-Bastogne-Liège - 2004 - Tour d'Émilie - 12e étape du Tour de France - 2e du Tour méditerranéen - 3e du Tour de France - 3e du Tour de Lombardie - 6e de la Classique de Saint-Sébastien - 7e du Tour de Romandie - 8e de Liège-Bastogne-Liège - 2005 - 17e et 18e (contre-la-montre) étapes du Tour d'Italie - Tour du Danemark : - Classement général - 1re, 2e, 3e et 5e (contre-la-montre) étapes - 2e du Tour de France - 3e de l'Eindhoven Team Time Trial | - 2006 - Critérium international : - Classement général - 2e étape - Tour d'Italie : - Classement général - Classement Azzurri d'Italia - 5e (contre-la-montre par équipes), 8e, 16e et 20e étapes - 2e étape du Circuit de la Sarthe (contre-la-montre) - 7e de Tirreno-Adriatico - 10e de Liège-Bastogne-Liège - 2008 - 3e de la Japan Cup - 2009 - Classement général du Tour du Trentin - 3e du Tour d'Italie - 4e du Tour d'Espagne - 5e de Tirreno-Adriatico - 2010 - Tour d'Italie : - Classement général - 4e (contre-la-montre par équipes) et 15e étapes - Grand Prix de l'industrie, du commerce et de l'artisanat de Carnago - 2011 - Grand Prix de Lugano - Tour de Padanie : - Classement général - 4e étape - 4e de Tirreno-Adriatico - 4e du Tour de Lombardie - 6e du Tour de Catalogne, - 7e du Tour de France, - 2012 - Japan Cup - 5e du Tour d'Italie - 2013 - 8e du Tour de Pologne - 9e du Tour de Pékin |  |

### Résultats sur les grands tours

#### Tour de France
9 participations
- 2001 : non-partant (8e étape)

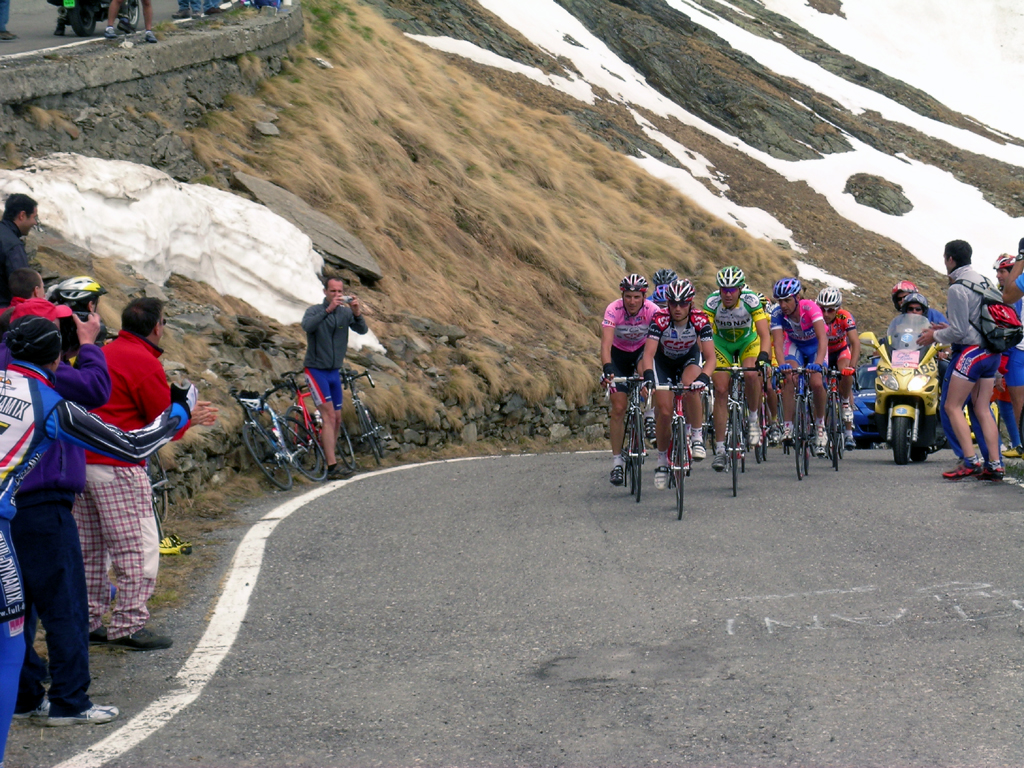
Au Tour d'Italie 2006

- 2002 : 11e,  vainqueur du classement du meilleur jeune
- 2003 : 7e
- 2004 : 3e, vainqueur de la 12e étape
- 2005 : 2e
- 2010 : 32e
- 2011 : 7e[n 7],[49]
- 2012 : 25e
- 2015 : non-partant (10e étape)

#### Tour d'Italie
9 participations
- 1999 : non-partant (8e étape)
- 2000 : 52e
- 2005 : 27e, vainqueur des 17e et 18e (contre-la-montre) étapes,  maillot rose pendant 2 jours
- 2006 :  Vainqueur du classement général, vainqueur du classement Azzurri d'Italia, vainqueur des 5e (contre-la-montre par équipes), 8e, 16e et 20e étapes,  maillot rose pendant 14 jours
- 2009 : 3e [68]
- 2010 :  Vainqueur du classement général, vainqueur des 4e (contre-la-montre par équipes) et 15e étapes,  maillot rose pendant 3 jours
- 2012 : 5e
- 2014 : 15e
- 2015 : 51e

#### Tour d'Espagne
2 participations
- 2009 : 4e
- 2013 : abandon (14e étape)

### Classements mondiaux
Jusqu'en 2004, le classement UCI concerne tous les coureurs ayant obtenu des points lors de courses du calendrier international de l'Union cycliste internationale (324 courses en 2004). En 2005, l'UCI ProTour et les circuits continentaux sont créés, ayant chacun leur classement. De 2005 à 2008, le classement de l'UCI ProTour classe les coureurs membres d'équipes ProTour en fonction des points qu'ils ont obtenu lors des courses du calendrier UCI ProTour, soit 28 courses en 2005, 27 en 2006, 26 en 2007. En 2008, le calendrier du ProTour est réduit à 15 courses en raison du conflit entre l'UCI et les organisateurs de plusieurs courses majeures. Les trois grands tours, Paris-Roubaix, la Flèche wallonne, Liège-Bastogne-Liège, le Tour de Lombardie, Tirreno-Adriatico et Paris-Nice ne sont donc pas pris en compte dans le classement ProTour 2008. En 2009 et 2010, un « classement mondial UCI » remplace le classement ProTour. Il prend en compte les points inscrits lors des courses ProTour et des courses qui n'en font plus partie, regroupées dans un « calendrier historique », soit au total 24 courses en 2009 et 26 en 2010. Ce nouveau classement prend en compte les coureurs des équipes continentales professionnelles. En 2011, l'UCI ProTour devient l'UCI World Tour et reprend dans son calendrier les courses qui l'avaient quitté en 2008. Il comprend 27 courses en 2011.
| Année                  | 1999 | 2000 | 2001 | 2002 | 2003 | 2004 | 2005 | 2006 | 2007 | 2008 | 2009 | 2010 | 2011 | 2012 | 2013 | 2014 | 2015 |
| ---------------------- | ---- | ---- | ---- | ---- | ---- | ---- | ---- | ---- | ---- | ---- | ---- | ---- | ---- | ---- | ---- | ---- | ---- |
| Classement UCI         | 123e | 152e | 97e  | 46e  | 37e  | 11e  |      |      |      |      |      |      |      |      |      |      |      |
| Classement ProTour     |      |      |      |      |      |      | 24e  | 9e   | nc   | nc   |      |      |      |      |      |      |      |
| Calendrier mondial UCI |      |      |      |      |      |      |      |      |      |      | 14e  | 21e  |      |      |      |      |      |
| UCI World Tour         |      |      |      |      |      |      |      |      |      |      |      |      | 14e  | 59e  | 99e  | 127e | nc   |

## Distinctions
- Oscar TuttoBici des moins de 23 ans : 1998
- Mémorial Gastone Nencini (révélation italienne de l'année) : 1999